# Loop (vuurwapen)

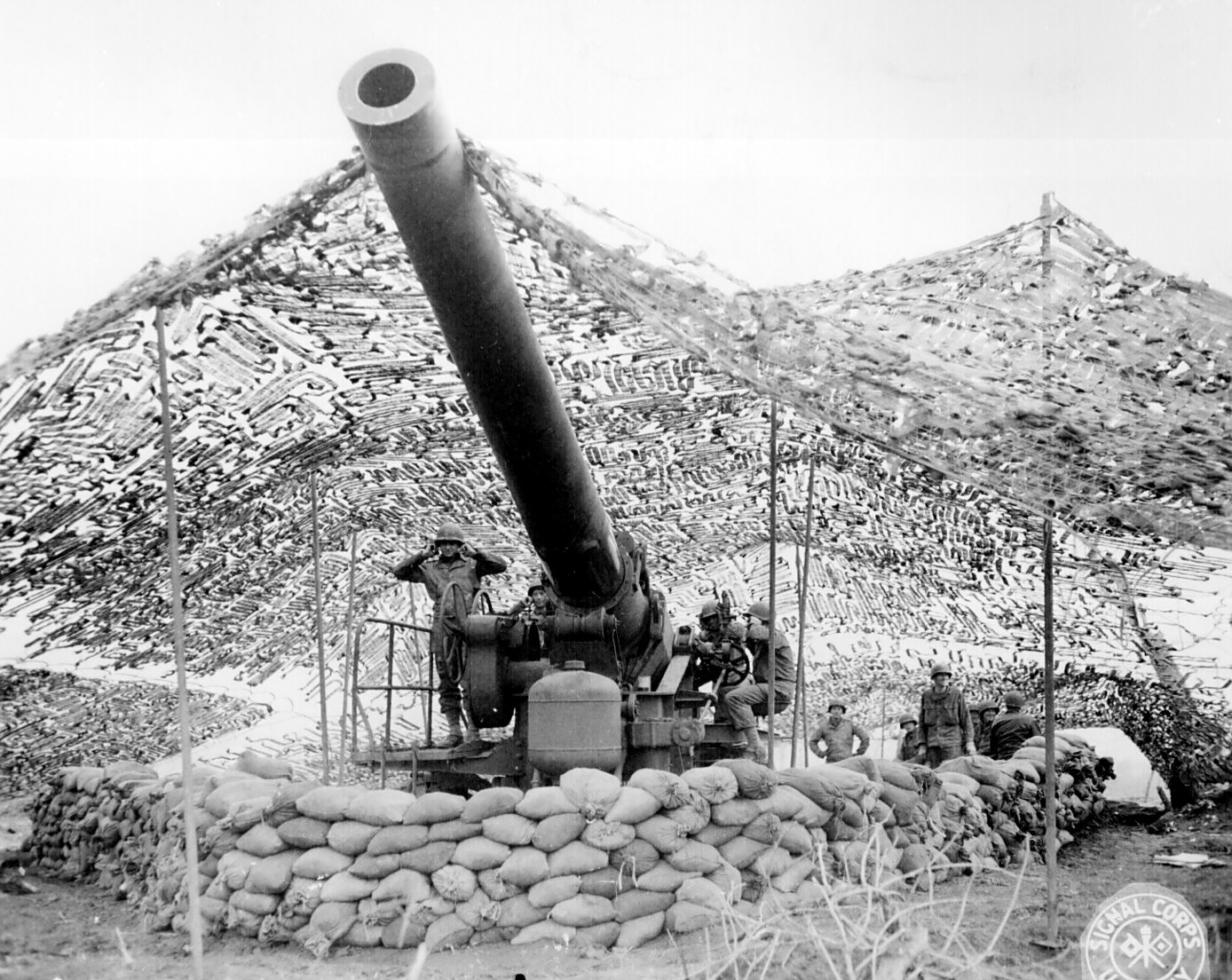
De loop van een 240mm houwitser.

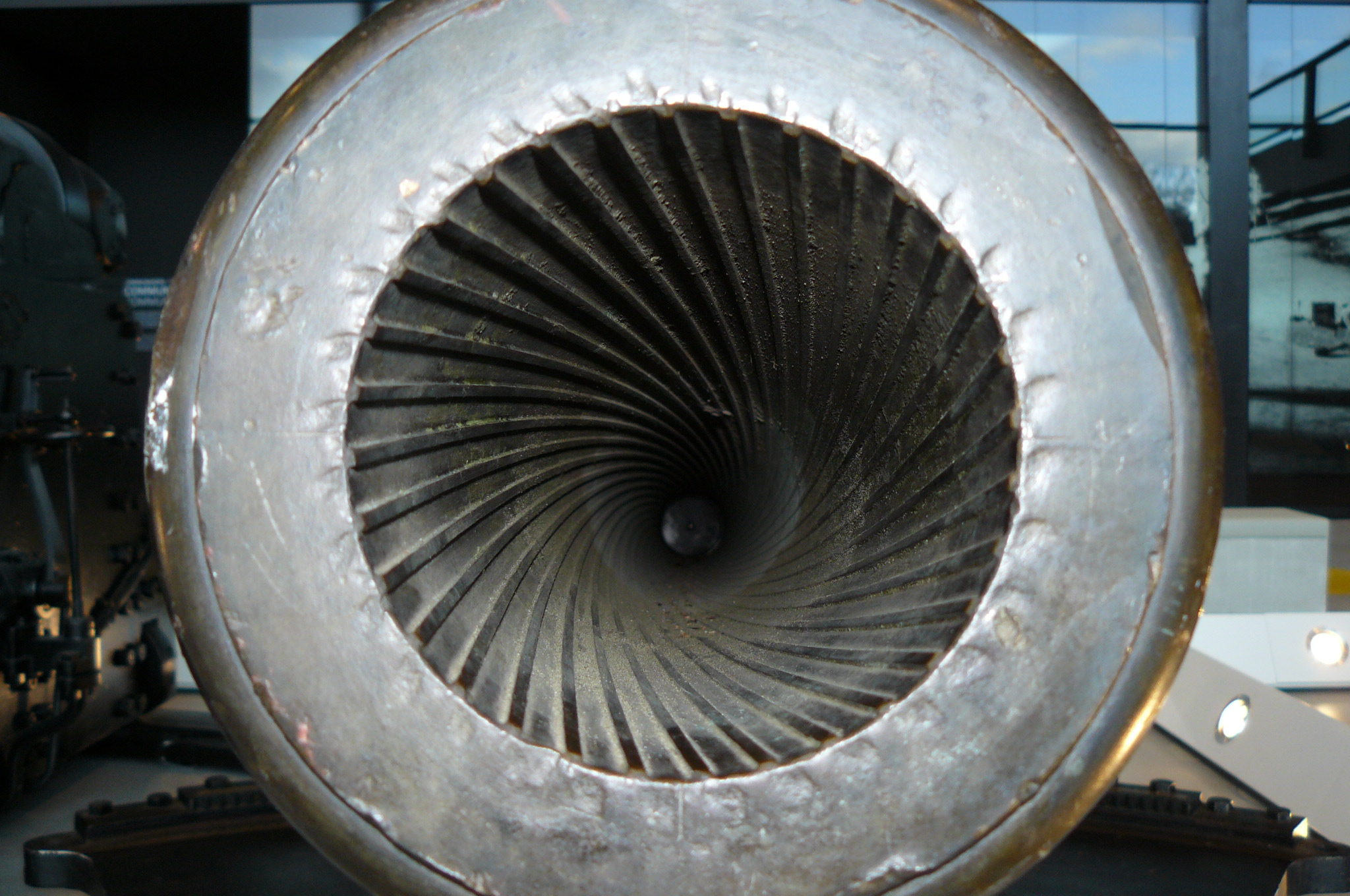
Getrokken loop met spiraalsgewijs verlopende trekken van een kanon 10cm brons.

De loop van een vuurwapen (ook wel schietbuis genoemd) is een buis, waardoor, nadat na een gecontroleerde ontsteking een afvuurlading zeer snel ontbrandt (en bijna explodeert), een projectiel met hoge snelheid afgevuurd wordt. De buis is tegenwoordig in veruit de meeste gevallen gemaakt van staal.

## Constructie
Moderne lopen van vuurwapens worden gekenmerkt door een speciale opbouw en constructie. De loop moet de druk van het uitzettende gas kunnen weerstaan zonder uit elkaar te spatten, wanneer dit gas het projectiel voortstuwt en ervoor zorgt dat het een zeer hoge snelheid bereikt.

### Getrokken loop
Men onderscheidt, naar de inwendige constructie, in hoofdzaak gladde lopen en getrokken lopen. De spiraalsgewijs verlopende trekken (met de grootste diameter) en velden van een getrokken loop geven bij het schieten een rotatie om de lengteas aan het projectiel, waardoor de kogel beter in zijn baan (schietrichting) blijft ten gevolge van het gyroscopisch effect. De spoed (aantal omwentelingen per lengte-eenheid) van de trekken kan constant zijn of progressief (toenemend naar het einde van de loop). Meestal lopen de trekken rechtsom. Ook veel luchtdrukwapens hebben een getrokken loop. 

### Conische loop
Een bijzondere constructie is de inwendig conische loop; hiermee worden optimale ballistische resultaten bereikt.

## Laden
In het verleden werden vuurwapens om constructietechnische redenen geladen via de monding van de loop (de voorzijde), hetgeen een langzame en gecompliceerde procedure was. De vuursnelheid was daardoor ook laag. Hoewel reeds in 1849 door de Amerikaan Benjamin Chambers een achterlaadkanon werd uitgevonden, deed men in de volgende jaren niets met die uitvinding. Pas vanaf circa 1880 voorzag men het geschut van een sluitmechanisme aan de achterzijde van de schietbuis dat in staat was de krachten te weerstaan die optreden tijdens het afvuren.